# Jean Delsarte
Jean Frédéric Auguste Delsarte (Fourmies, 19 oktober, 1903 - Nancy, 28 november 1968) was een Frans wiskundige. Hij was in de jaren dertig van de twintigste eeuw een van de grondleggers van de Bourbaki-groep.

## Carrière
Hij begon zijn opleiding aan de École Normale Supérieure in 1922, in dezelfde klas als André Weil en Yves Rocard. Hij kreeg in 1926-27 een beurs van de Stichting Thiers; in deze tijd verschenen ook zijn eerste artikelen in de Comptes Rendus van de Franse Académie des Sciences.
Hij werd in 1928 docent aan de universiteit van Nancy en zou zijn hele carrière aan dit instituut verbonden blijven. Voor de oorlog stond hij in nauwe verbinding met André Weil en Henri Cartan, beide professoren aan de universiteit van Straatsburg. Hij werd decaan van de natuurwetenschappelijke faculteit van Nancy tussen 1945 tot 1949. Hij wist verschillende briljante wiskundigen als docenten en onderzoeker aan te trekken, waaronder Laurent Schwartz en Roger Godement.
Van 1962 tot 1965 was hij directeur van het Frans-Japanse huis in Tokio.